# Петровская площадь (Санкт-Петербург)
Петро́вская площадь — площадь в Петроградском районе Санкт-Петербурга, расположенная в западной части Петровского острова на пересечении Петровского проспекта и Петровской косы с улицей Савиной.

## Наименование
Название Петровская площадь возникло в 1960-е годы, дано по Петровскому острову.

## История
Ещё во второй половине XVIII века на Петровском острове был обустроен парк с регулярной планировкой. Две основные аллеи, одна вдоль острова, другая — поперёк, сходились к большой круглой площади, в центре которой стоял деревянный дворец.
В 1849 году аллеи парка получили названия, однако сама площадь оставалась безымянной. В 1912 году дворец сгорел и более не восстанавливался.
В 1933 году на территории бывшего парка была построена судостроительная фирма «Алмаз», в связи с чем по Петровскому проспекту была проложена однопутная (с одним разъездом на Петровском проспекте) грузопассажирская трамвайная линия. Вокруг площади было обустроено трамвайное кольцо c грузовым ответвлением к заводу «Алмаз». В 1946 году трамвайные пути были убраны, а в 1948 году сюда был пущен троллейбус. На этом месте также расположилось троллейбусное кольцо, поныне являющееся конечным пунктом единственного маршрута № 7. В 2016—2018 годах, по причине строительства моста Бетанкура, кольцо не действовало в связи с перенаправлением троллейбуса на Съезжинскую улицу.

## Достопримечательности

### Дом ветеранов сцены имени М.Г. Савиной(Петровский проспект, дом 13,улица Савиной, дом 1)
Дом ветеранов сцены имени М.Г. Савиной. Здание реконструировано и перестроено в 1946-1958 годах по проекту архитекторов В.Н. Талепоровского, Ф.И. Милюковой. Фасад основного строения был украшен театральными масками. 

### Судостроительная фирма «Алмаз» (Петровский проспект, дом 26)
Цех Судостроительной фирмы «Алмаз». Здание построено в 1952 году.

### ЦНИИ Лесосплава (Петровская коса, дом 1, улица Савиной, дом 17)
Центральный научно-исследовательский институт Лесосплава или Бизнес-центр «Петровский». Здание построено в 1936 году. Левую половину здания сейчас занимает Бизнес-центр «Петровский».

## Транспорт
Рядом с Петровской площадью (На Петровском проспекте) находится автобусная остановка, которую обслуживают маршруты № 14, 227.